# Ingrid Moe Wold
Ingrid Moe Wold (29 gennaio 1990) è un'ex calciatrice norvegese, di ruolo difensore. Nella sua carriera ha vestito la maglia della nazionale norvegese in 78 partite, realizzando 3 reti.

## Carriera

### Club
Inizia a giocare a calcio nelle giovanili del Kapp, passando in seguito in quello del Gjøvik. A 19 anni, nel 2009 va a giocare al Team Strømmen, in Toppserien, massima serie femminile norvegese. Esordisce il 30 luglio 2009 in Women's Champions League nella sfida del girone giocato in Croazia, ad Osijek contro le estoni del Levadia Tallinn e vinta per 5-0. Debutta in campionato il 16 aprile, entrando al 74' al posto di Mari Karoline Knudsen nell'1-1 sul campo del Røa. Segna il suo primo gol in carriera il 31 ottobre, realizzando all' 89' il definitivo 8-0 nel successo esterno contro il Fortuna Ålesund, sempre in Toppserien. Dal 2010, in seguito alla fusione con il club maschile del Lillestrøm, la squadra diventa LSK Kvinner.
In oltre dieci stagioni in giallonero, Moe Wold vince sei campionati (2012, 2014, 2015, 2016, 2017, 2018 e 2019) e cinque Coppe di Norvegia (2014, 2015, 2016, 2018 e 2019).
Al termine della stagione 2020-2021, giocata in Inghilterra con la maglia dell'Everton, Moe Wold ha annunciato il suo ritiro dal calcio giocato.

### Nazionale

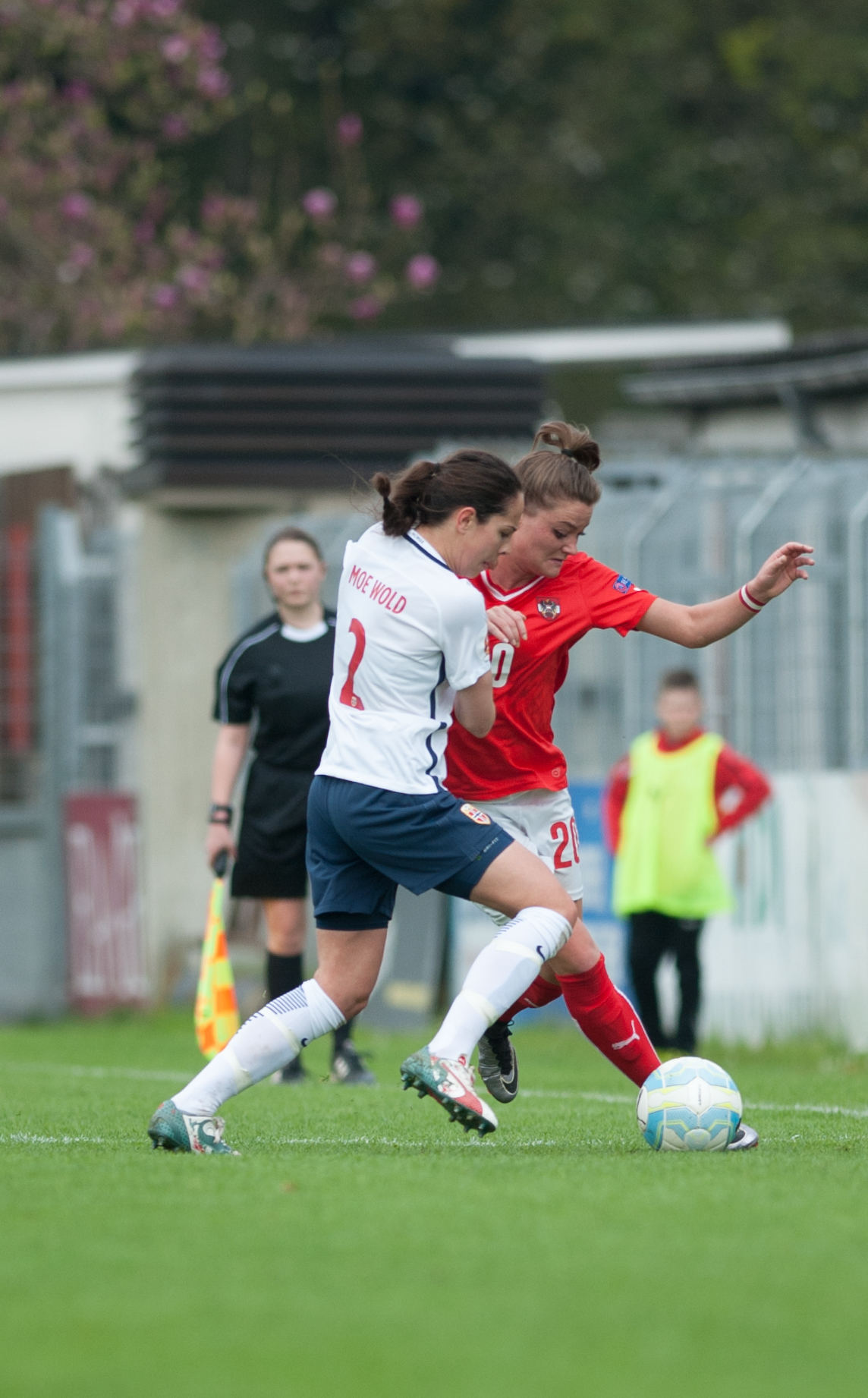
Moe Wold nel 2016 con la nazionale norvegese contro l'austriaca Verena Aschauer

Inizia a giocare nelle nazionali giovanili norvegesi nel 2006, a 16 anni, quando debutta in Under-17, rimanendovi fino al 2007, ottenendo 11 presenze.
Dal 2007 al 2009 diviene un punto fermo dell'Under-19, giocandovi 30 volte e segnando 4 reti, partecipando a due edizioni degli Europei di categoria: nel 2008 in Francia, dove arriva in finale perdendo 1-0 contro l'Italia, e nel 2009 in Bielorussia, dove viene eliminata nel girone.
Nel 2008 viene utilizzata dall'Under-20, dove colleziona 7 presenze e partecipa al Mondiale 2008 in Cile, nel quale viene eliminata nella fase a gironi.
Tra 2009 e 2013 gioca in Under-23, chiudendo con 19 apparizioni e 1 gol.
Il 17 gennaio 2012 debutta in nazionale maggiore, partendo titolare nella gara persa per 2-0 contro la Svezia nel torneo di La Manga, in Spagna.
Segna per la prima volta con la Norvegia l'11 marzo 2015 nella sfida di Algarve Cup contro la Danimarca vinta per 5-2, nella quale realizza il momentaneo 4-1 al 65'.
Nello stesso anno il commissario tecnico norvegese Even Pellerud la convoca per il Mondiale 2015 in Canada. Le norvegesi passano il girone con Germania, Thailandia e Costa d'Avorio, ma escono agli ottavi di finale contro l'Inghilterra. Moe Wold è impiegata in tutte e quattro le gare.
Anche il nuovo CT Martin Sjögren la inserisce nella lista delle 23 convocate per gli Europei 2017 nei Paesi Bassi. La Norvegia esce nel girone con Paesi Bassi e Danimarca, poi finaliste, e con il Belgio, non ottenendo nemmeno un punto e non segnando nemmeno una rete, peggior prestazione di sempre delle norvegesi. Moe Wold gioca tutte e tre le gare.

## Palmarès

### Club
- Campionato norvegese: 6

LSK Kvinner: 2012, 2014, 2015, 2016, 2017, 2018, 2019
- Coppa di Norvegia: 3

LSK Kvinner: 2014, 2015, 2016, 2018, 2019

### Nazionale
- Algarve Cup: 1

2019